# Neptune (New Jersey)
Neptune è un comune (township) degli Stati Uniti d'America nella Contea di Monmouth nel New Jersey.
Da non confondersi con il borough di Neptune City che si trova quasi interamente all'interno del suo territorio.

## Società

### Evoluzione demografica
Secondo il censimento del 2000, gli abitanti erano 27.690.